# Willi Boeckmann

Willi Boeckmann

Willi Boeckmann (* 24. November 1910 in Teterow, Mecklenburg; † 28. Juli 1943 im Raum Karatschew, UdSSR) war ein deutscher Politiker (NSDAP).

## Leben und Wirken
Nach dem Besuch des Realgymnasiums in Rostock legte Willi Boeckmann 1931 das Abitur ab. Anschließend studierte er bis 1932/1933 Volkswirtschaft in Rostock, Hamburg und Königsberg. 
Seit 1929 war Boeckmann führendes Mitglied der HJ, er war zum 1. Juli desselben Jahres der NSDAP beigetreten (Mitgliedsnummer 141.630). 1930 übernahm er das Amt des Gauführers des NS-Schülerbundes in Mecklenburg. 1932 wurde er Truppführer der Sturmabteilung und 1933 Stabsleiter des Gebietes 1 (Ostland) der Hitlerjugend. In den Jahren 1934/1935 fungierte Boeckmann als Stabsleiter des Gebietes 8 (Niedersachsen), bevor er schließlich im November 1935 zum Führer des Gebietes 1 (Ostland) der HJ ernannt wurde.
Vom 29. März 1936 bis zu seinem Tod 1943 saß Boeckmann als Abgeordneter für den Wahlkreis 1 (Ostpreußen) im nationalsozialistischen Reichstag. Sein Mandat wurde anschließend bis Kriegsende von Oskar Dobat weitergeführt.
Boeckmann starb im Juli 1943 bei Kampfhandlungen.